# Юрос
Юрос (швед. Djurås) — містечко (tätort, міське поселення) у центральній Швеції в лені Даларна. Адміністративний центр комуни Гагнеф.

## Географія
Містечко знаходиться у центральній частині лена Даларна за 220 км на північний захід від Стокгольма.

## Історія
Поселення виникло недалеко від злиття річок Естердальельвен і Вестердальельвен.

## Населення
Населення становить 2 159 мешканців (2018).

## Спорт
У поселенні базується футбольний клуб Юрос ІФ.

## Галерея

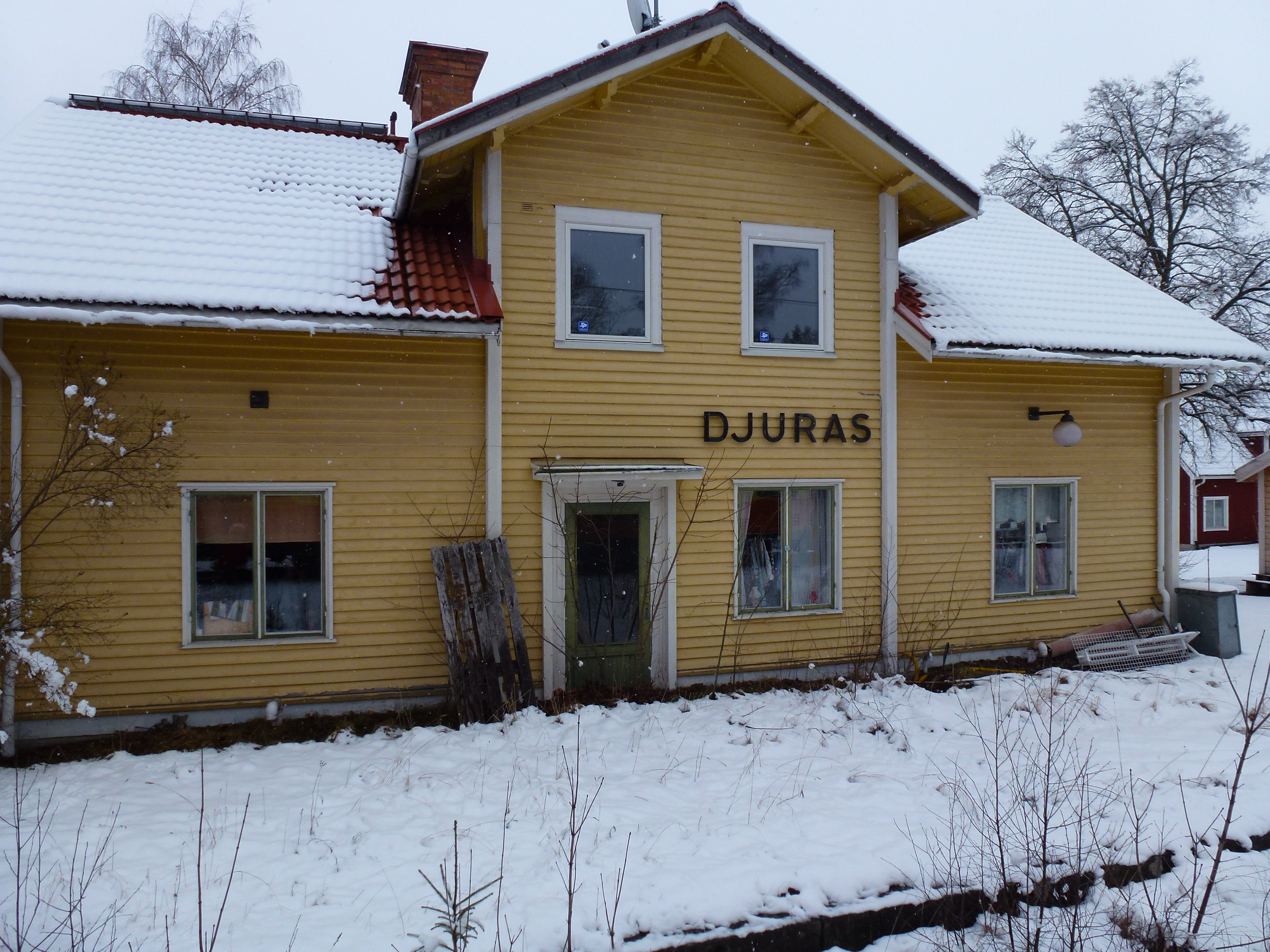
Залізнична станція
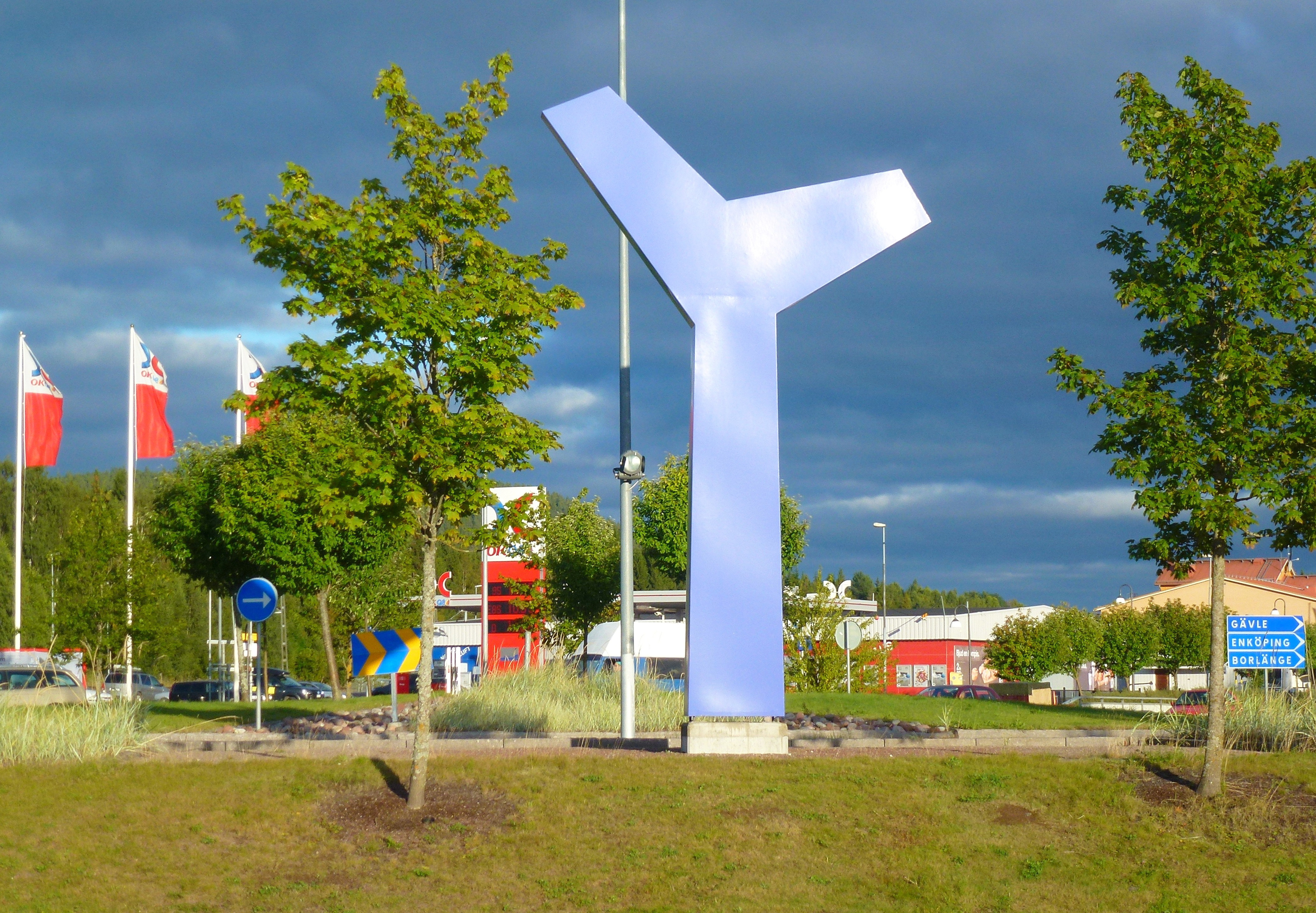
Скульптура злиття рік
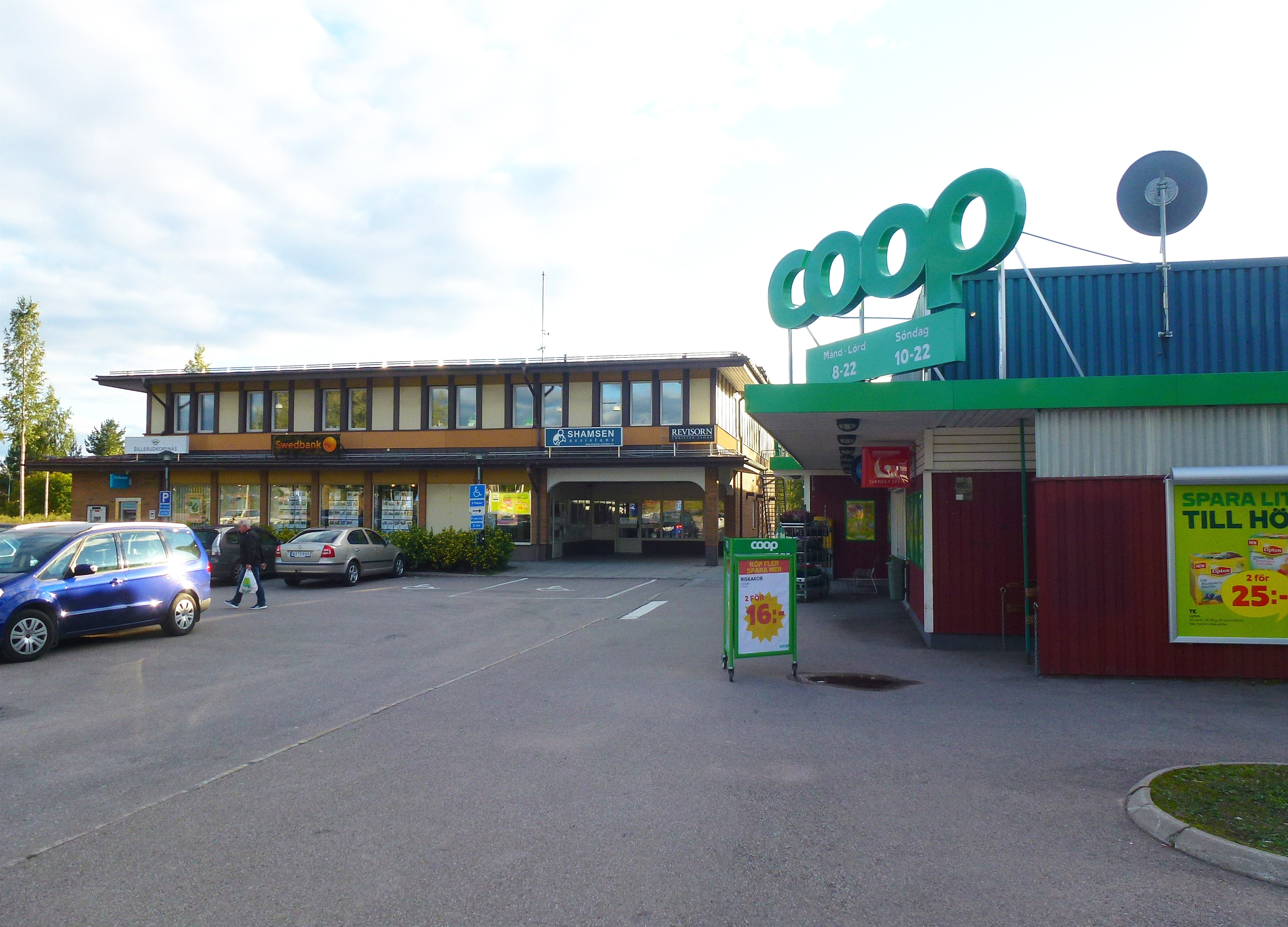
У центрі міста

## Покликання
- Сайт комуни Гагнеф